# Regina de Vivie-Riedle
Regina de Vivie-Riedle (* 18. April 1958 in Wuppertal; † 20. Juni 2024) war eine deutsche Chemikerin und Hochschullehrerin. Sie forschte und lehrte im Bereich der theoretischen Femtochemie.

## Biografie
De Vivie-Riedle studierte von 1976 bis 1984 Chemie an der Friedrich-Wilhelms-Universität Bonn. 1987 promovierte sie dort bei Sigrid Peyerimhoff. Als Postdoc war sie von 1988 bis 1990 am Max-Planck-Institut für Quantenoptik und von 1991 bis 1992 an der University of Colorado im Joint Institute for Laboratory Astrophysics (JILA) tätig. Von 1994 bis 1997 war sie wissenschaftliche Mitarbeiterin am Institut für Physikalische und Theoretische Chemie an der FU Berlin und habilitierte dort. Ab 1997 war sie Gruppenleiterin und Professorin am Max-Planck-Institut für Quantenoptik in Garching. 2002 wurde sie auf eine außerplanmäßige Professur für Theoretische Chemie an der Ludwig-Maximilians-Universität München (LMU) berufen, die sie bis zu ihrem Tod innehatte. Sie war außerdem als Studiendekanin und Frauenbeauftragte die Fakultät tätig.
Sie war Mitglied des Exzellenzclusters e-conversion und des Collaborative Research Center Assembly Controlled Chemical Photocatalysis. Als Principal Investigator wirkte sie im Sonderforschungsbereich Dynamics and Intermediates of Molecular Transformations mit.
Sie starb mit 66 Jahren nach schwerer Krankheit und wurde auf dem Münchner Nordfriedhof begraben.

## Forschungsschwerpunkte
Schwerpunkt von De Vivie-Riedle war die numerische Beschreibung chemischer Dynamik mit Hilfe von quantendynamischen Methoden. Sie beschäftigte sich insbesondere mit sehr schnell, im Bereich von Femtosekunden, ablaufenden Prozessen und hat das Feld der theoretischen Femtochemie in Deutschland maßgeblich mitgeprägt.
Themen waren dabei die quantenmechanische Kontrolle chemischer Reaktionen durch Lichtfelder sowie auf molekularen Systemen basierende Quanten-Computer. Im Bereich der photochemischen Reaktionen untersuchte sie die quantenchemische und quantendynamische Beschreibung ultraschneller Reaktionen. Als Modellbeispiel für die Klasse der elektrocyclischen Reaktionen betrachtete sie die lichtinduzierte Ringöffnung des Cyclohexadiens. Sie beschäftigte sich außerdem mit der Kontrolle mikroskopischer Anregungs- und Energieumwandlungsprozesse (e-conversion) an funktionsbegründenden Materialgrenzflächen im Bereich von Photovoltaik über Elektrokatalyse bis zu Batterien.

## Auszeichnungen und Ehrungen
- 1994–1997: Habilitationsstipendium der Deutschen Forschungsgemeinschaft
- 2003: Nernst-Haber-Bodenstein-Preis der Deutschen Bunsen-Gesellschaft für Physikalische Chemie[9]

## Publikationen (Auswahl)
- Karsten Sundermann, Regina de Vivie-Riedle: Extensions to quantum optimal control algorithms and applications to special problems in state selective molecular dynamics. In: The Journal of Chemical Physics. Band 110, Nr. 4, 22. Januar 1999, ISSN 0021-9606, S. 1896–1904, doi:10.1063/1.477856.
- Herschel Rabitz, Regina de Vivie-Riedle, Marcus Motzkus, Karl Kompa: Whither the Future of Controlling Quantum Phenomena? In: Science. Band 288, Nr. 5467, 5. Mai 2000, S. 824–828, doi:10.1126/science.288.5467.824.
- Carmen M. Tesch, Regina de Vivie-Riedle: Quantum Computation with Vibrationally Excited Molecules. In: Physical Review Letters. Band 89, Nr. 15, 20. September 2002, S. 157901, doi:10.1103/PhysRevLett.89.157901.
- I. Znakovskaya, P. von den Hoff, G. Marcus, S. Zherebtsov, B. Bergues, X. Gu, Y. Deng, M. J. J. Vrakking, R. Kienberger, F. Krausz, R. de Vivie-Riedle, M. F. Kling: Subcycle Controlled Charge-Directed Reactivity with Few-Cycle Midinfrared Pulses. In: Physical Review Letters. Band 108, Nr. 6, 8. Februar 2012, S. 063002, doi:10.1103/PhysRevLett.108.063002.
- Anna T. S. Freiberg, Matthias K. Roos, Johannes Wandt, Regina de Vivie-Riedle, Hubert A. Gasteiger: Singlet Oxygen Reactivity with Carbonate Solvents Used for Li-Ion Battery Electrolytes. In: The Journal of Physical Chemistry A. Band 122, Nr. 45, 15. November 2018, ISSN 1089-5639, S. 8828–8839, doi:10.1021/acs.jpca.8b08079.
- Martin T. Peschel, Maximilian Högner, Theresa Buberl, Daniel Keefer, Regina de Vivie-Riedle, Ioachim Pupeza: Sub-optical-cycle light-matter energy transfer in molecular vibrational spectroscopy. In: Nature Communications. Band 13, Nr. 1, 6. Oktober 2022, ISSN 2041-1723, S. 5897, doi:10.1038/s41467-022-33477-5.